# Prakriti Maduro
Prakriti Inti Maduro Martín (Caracas; 14 de septiembre de 1980) es una actriz, directora y escritora venezolana.

## Carrera
Prakriti ha actuado en producciones de Argentina, Uruguay, Bolivia, Cuba, Puerto Rico, México y Venezuela. Entre sus actuaciones destacan sus roles protagónicos en las películas "Habana Eva", dirigida por la cineasta Fina Torres, "Tamara" de Elia Schneider y "La Noche de Las Dos Lunas" de Miguel Ferrari.
En el género de las telenovelas es recordada principalmente por su interpretación del personaje de Ninfa en "Mi Gorda Bella" de Carolina Espada (RCTV 2002/2003), y en su personaje de Yenilú en "Voltea pa' que te Enamores" de Mónica Montañes (Venevisión 2007).
Sobre el tema de las telenovelas y la influencia de la televisión latinoamericana en la sociedad, Maduro expresó sus reflexiones en una Charla TEDx llamada: "El Poder de la ficción" durante un evento de TEDxChacao en febrero de 2020, y actualmente el video se encuentra en el canal de Youtube oficial de las conferencias: TedxTalks.
Aunque es conocida principalmente por tu trabajo en cine y televisión, Prakriti ha sido una figura importante para el teatro venezolano. Prakriti fue miembro estable del Grupo Teatral Skena por varios años, donde no sólo fue actriz sino también ejerció como dramaturga, con títulos como: "Esperpentópolis" de Prakriti Maduro y Armando Álvarez (Skena 2005) y "Los Fantasiónicos de La Habitación" de Prakriti Maduro y Verónica Osorio (Skena 2006) e incluso como directora en talleres montajes. También ha actuado para otras agrupaciones importantes como: Grupo Actoral 80, Rio Teatro Caribe, Water People Theater Company, Akeké-circo Teatro, Imaginarios de Venezuela, La Caja de Fósforos entre otros.
Actualmente reside en Los Ángeles, California.

## Telenovelas
| Año       | Título                     | Rol                       |
| --------- | -------------------------- | ------------------------- |
| 1998      | Reina de corazones         | Dayana                    |
| 2002-2003 | Mi gorda bella             | Ninfa del Valle           |
| 2004      | Estrambótica Anastasia     | Clementina Pardo Borosfky |
| 2006      | Voltea pa' que te enamores | Yenilúz Rincón            |
| 2010      | Harina de otro costal      | Bella                     |
| 2011      | La viuda joven             | Clarisa                   |
| 2014      | La virgen de la calle      | Bibi                      |

## Series
| Año  | Título     | Rol    |
| ---- | ---------- | ------ |
| 2015 | Escándalos | Martha |

## Cine
- 2006, La punta del diablo - Ana
- 2010, Habana Eva - Eva
- 2011, Cortos interruptus - Amalia
- 2011, Reveron - Luisa Phelps
- 2013, La hora señalada - Maestra
- 2014, 3 bellezas - Diana - Presentadora Miss República
- 2015, Carga sellada - Nena
- 2016, Tamara - Ana
- 2016, Extraterrestre -Daniela
- 2019, La Noche de Las Dos Lunas - Federica
- 2021, Ni Tuyo, Ni Mía - Lía
- 2023, Simón (película de 2023) - Helena